# Peter Walter (Politiker)
Peter Walter (* 10. November 1952 in Niedermarsberg/Sauerland) ist ein ehemaliger deutscher Kommunalpolitiker. In der Zeit vom 1. März 1998 bis 28. Februar 2010 war er Landrat des Kreises Offenbach in Hessen.

## Leben und Wirken
1963 zogen Peter Walters Eltern aus dem Sauerland in das hessische Dreieich. Dort besuchte er bis 1968 die Heinrich-Heine-Schule. Nach seinem Abitur 1971 am Dreieichgymnasium in Langen begann er eine Ausbildung bei der Kriminalpolizei in Langen. 1975 wurde der 23-Jährige jüngster hessischer Kriminalkommissar im Rauschgiftdezernat Offenbach. 1984 wurde er an der Polizeischule in Wiesbaden stellvertretender Abteilungsleiter für Fort- und Weiterbildung. Nach zwei Jahren wechselte er in die Kriminalinspektion 10 (Kinder- und Jugendkriminalität, Mord, Raub und Rauschgiftdelikte). 1988 wurde er stellvertretender Leiter der Frankfurter Kriminalpolizei.
Als Schüler trat Walter den Jusos bei, die er aber bald wieder verließ. 1976 trat der damalige stellvertretende Landesvorsitzende des Bundes Deutscher Kriminalbeamter in die CDU ein. 1977 wurde er Stadtverordneter in Dreieich und wirkte im Haupt-, Finanz- und Sozialausschuss mit. Kurze Zeit später wurde er Vorsitzender der CDU-Fraktion und Vorsitzender der CDU Dreieich. 1993 wurde er Erster Kreisbeigeordneter des Kreises Offenbach. Am 1. März 1998 wurde er in direkter Wahl als Nachfolger von Josef Lach (SPD) zum Landrat des Kreises Offenbach gewählt. Er erhielt 55 Prozent der Stimmen.
Öffentliches Aufsehen erregte die seit Ende 2005 auf Betreiben von Peter Walter eingerichtete Arbeitsgruppe Wohlfahrt, bestehend aus Polizei und Ausländerverwaltung, die in Fällen von sogenanntem Asylmissbrauch und Sozialbetrug ermittelte. Einrichtung und Methoden der Ermittlungsgruppe stießen weithin auf Kritik. Walters Nachfolger Oliver Quilling (CDU) löste die AG Wohlfahrt ab dem März 2010 auf, weil sie ihren Zweck erreicht habe. Alle weiteren Untersuchungen würden von der fortbestehenden AG Ermittlungen betrieben.

## Persönliches
Walter ist verheiratet und hat eine Tochter. Er wohnt in Dreieich.